# جبل خشم الكلب
جبل خْشَم الكَلْب جبل يقع بوسط غربي الجمهورية التونسية، جنوب غربي مدينة القصرين. يبلغ ارتفاعه 1303 م.